# Pażęce
Pażęce [pronunciación en polaco: /paˈʐɛnt͡sɛ/] (en casubio: Pażãce) es un asentamiento ubicado en el distrito administrativo de Gmina Stężyca, dentro del Condado de Kartuzy, Voivodato de Pomerania, en Polonia del norte. Se encuentra aproximadamente a 2 kilómetros al suroeste de Stężyca, a 23 kilómetros al suroeste de Kartuzy, y a 50 kilómetros al oeste de la capital regional Gdańsk.
Para detalles de la historia de la región, véaseHistoria de Pomerania.
El poblamiento tiene una población de 6 habitantes.